# Hemitaeniochromis urotaenia
Hemitaeniochromis urotaenia és una espècie de peix de la família dels cíclids i de l'ordre dels perciformes.

## Morfologia
- Els mascles poden assolir 22 cm de longitud total.[1][2]

## Hàbitat
Viu en zones de clima tropical entre 23 °C-27 °C de temperatura i entre 7-75 m de fondària.

## Distribució geogràfica
Es troba a Àfrica: llac Malawi.

## Costums
Acostuma a caçar en parelles o en grans grups.